# Noyers-Missy
Noyers-Missy ist eine ehemalige französische Gemeinde mit zuletzt 1.668 Einwohnern (Stand: 1. Januar 2016) im Département Calvados in der Region Normandie. Sie gehörte zum Arrondissement Caen.
Die Gemeinde entstand im Zuge einer Gebietsreform zum 1. Januar 2016 als Commune nouvelle durch die Fusion der früher selbstständigen Gemeinden Missy und Noyers-Bocage. Der Verwaltungssitz befand sich im Ort Noyers-Bocage. Sie bestand lediglich vom 1. Januar bis zum 31. Dezember 2016. 
Zum 1. Januar 2017 wurde Noyers-Missy zusammen mit den Gemeinden Le Locheur und Tournay-sur-Odon zur neuen Gemeinde Val d’Arry vereinigt.

## Gliederung
| Ortsteil                          | ehemaliger INSEE-Code | Fläche (km²) | Einwohnerzahl (2016) |
| --------------------------------- | --------------------- | ------------ | -------------------- |
| Missy                             | 14432                 | 5,06         | .0492                |
| Noyers-Bocage (Verwaltungssitz)00 | 14475                 | 8,87         | 1.176                |

## Sehenswürdigkeiten
- Missy:
  - Kirche Saint-Jean-Baptiste, deren Portal seit 1927 als Monument historique klassifiziert ist[4]
  - Reste eines Schlosses
- Noyers-Bocage:
  - Kirche (Rekonstruktion)
  - verschiedene Denkmale

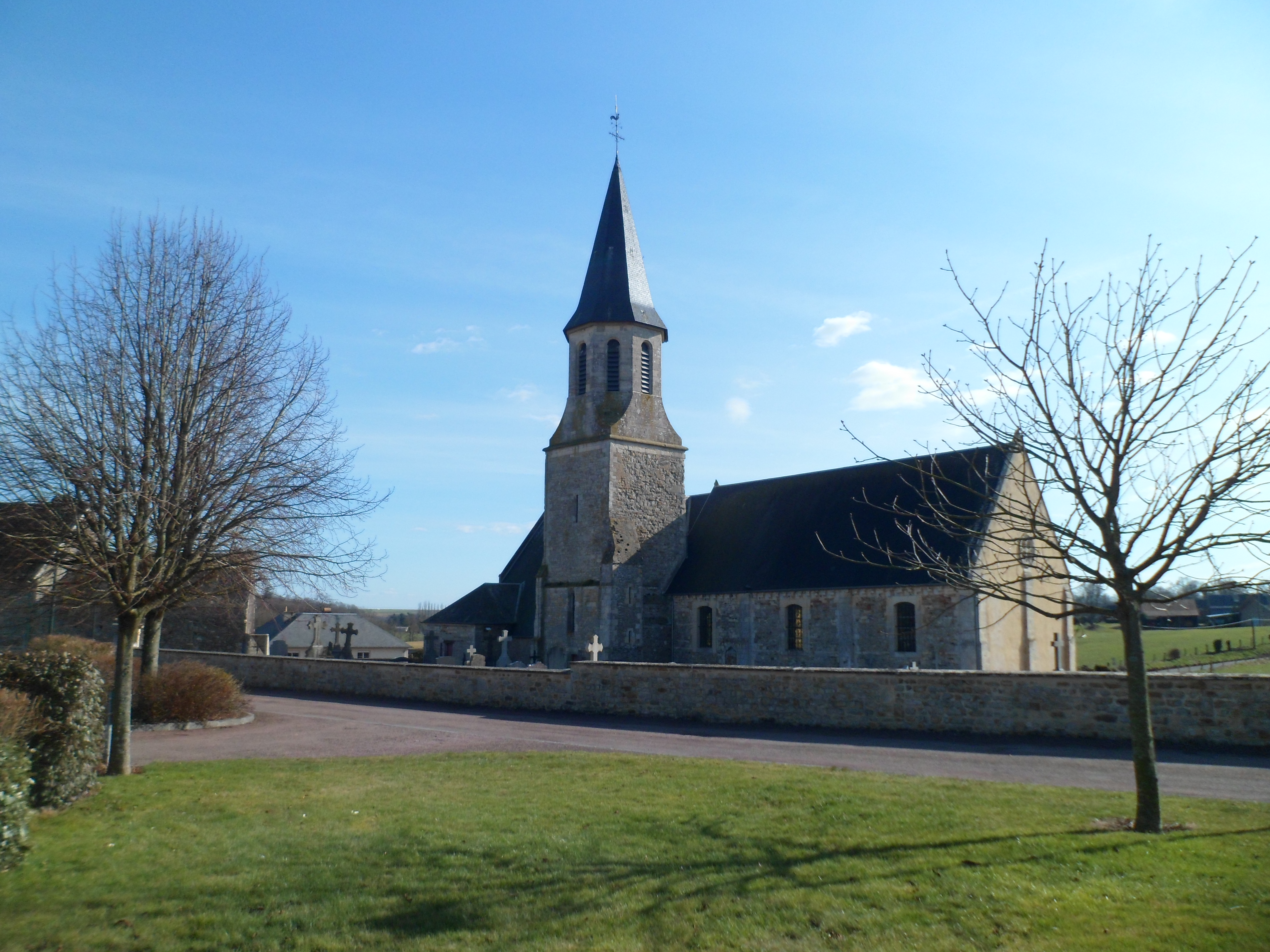
Kirche Saint-Jean-Baptiste in Missy
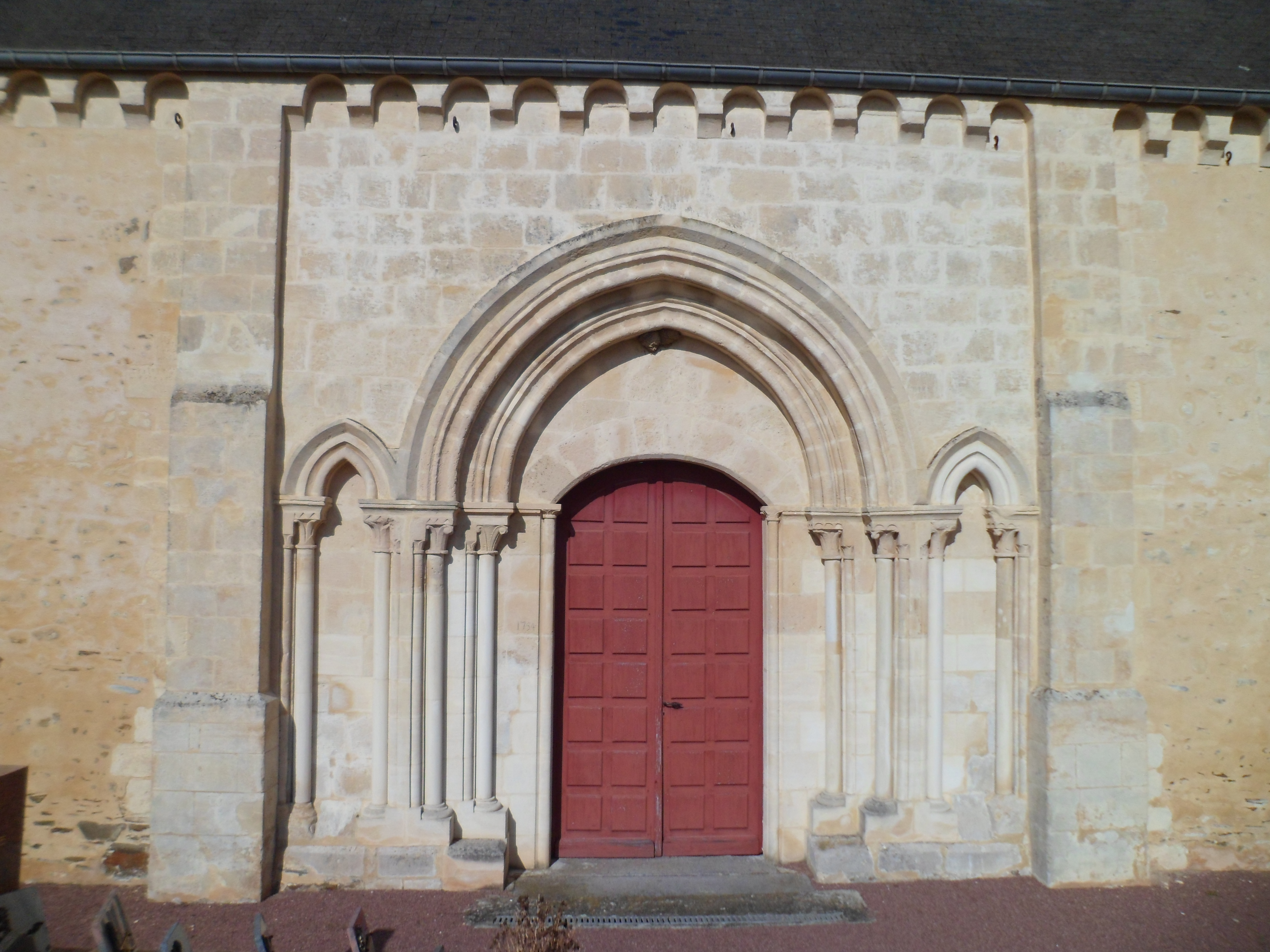
Portal der Kirche Saint-Jean-Baptiste